# Хьюз, Барри
Барри Хьюз (англ. Barry Hughes; 31 декабря 1937, Карнарвон — 2 июня 2019, Амстердам) — валлийский футболист и тренер. В качестве игрока выступал на позиции защитника.

## Биография
Барри Хьюз родился в городе Карнарвон, который находится в Уэльсе. Пройдя через академию английского клуба «Вест Бромвич Альбион», Хьюз так и не получил шанса сыграть за основную команду. В 1960 году переехал в Нидерланды, где получил возможность сыграть на взрослом уровне в команде «Блау-Вит». Впоследствии несколько лет провёл в «Алкмар’54», получил капитанскую повязку в этой команде. В 1965 году Хьюз стал тренером. В этом качестве ему удалось занять должности многих команд в Нидерландах, в том числе дважды стать главным тренером команд «Харлем» и роттердамской «Спарты». В период работы в «Харлеме» Хьюз подписал молодого Рууда Гуллита, который ранее не играл на взрослом уровне. В будущем Гуллит стал обладателем «Золотого мяча». Среди известных личностей, которых тренировал Хьюз, был и Луи ван Гал — это произошло в «Спарте». Занимал пост тренера и бельгийского футбольного клуба «Беерсхот».
Хьюз обладал яркой личностью как на поле, так и за его пределами. В 1965 году он женился на нидерландской телеведущей, впоследствии у пары появилось три дочери и шесть внуков. В 1978 году выпустил собственный музыкальный сингл под названием «Voetbal is Koning» (с нидерл. — «Футбол — король»). В 1981 году записал и выпустил ещё один сингл. 2 июня 2019 года Барри Хьюз скончался в возрасте 81 года в городе Амстердам.

## Достижения
Как игрока
- Победитель Первого дивизиона Нидерландов: 1960/61

Как тренера
- Победитель Первого дивизиона Нидерландов: 1975/76